# Stephen Strasburg
Stephen James Strasburg, ameriški bejzbolist, * 20. julij 1988, San Diego, Kalifornija, ZDA.
Strasburg je poklicni metalec in igra za ekipo Washington Nationals v ligi MLB. Kot neizstopajoč srednješolski igralec se je pridružil Državni univerzi v San Diegu, kjer je svojo metalsko spretnost izuril do te mere, da je postal eden najboljših univerzitetnih metalcev svoje generacije. Televizijska hiša ESPN ga je označila za »z največjimi pričakovanji pospremljen izbor v zgodovini nabora lige MLB«, Sports Illustrated pa za »najbliže medijsko spremljanega obetavnega metalca v zgodovini bejzbola«.
Le nekaj mesecev po vstopu v ligo MLB si je strgal vez v komolcu, zaradi česar je potreboval Tommy Johnovo operacijo. Po leto dni trajajočem okrevanju se je ekipi ponovno pridružil ob koncu leta 2011, a sezono končal z le 24 menjavami. Leto kasneje se mu je na najvišji stopnji prvič zares odprlo - zaigral je na Tekmi vseh zvezd. Po tem, ko je ekipo popeljal do praga končnice, mu je njeno vodstvo kot del postopka okrevanja onemogočila nadaljnje nastopanje, kar je širom ZDA sprožilo burno debato.

## Ljubiteljska kariera

### Srednja šola
Obiskoval je srednjo šolo West Hills High School v mestu Santee, Kalifornija. Pri igranju s srednješolskim baseballskim moštvom ni bil vedno uspešen, tako je v tretjem letniku zbral deset porazov in le eno zmago. Prvič je pozornost iskalcev talentov pritegnil, ko je na tekmi proti šoli El Capitan High School z udarci izločil 12 odbijalcev in dovolil le en udarec v polje. Četrti letnik je zaključil z 1,36 povprečno dovoljenega teka in 74 izločitvami z udarci. Skupno je metal na 62 menjavah, sedemkrat pa je tekmo tudi samostojno zaključil. Navkljub izstopajočim številkam pa so imeli iskalci talentov glede Strasburga določene pomisleke - ker se je pogosto prepiral s soigralci in sodniki, pa tudi, ker je tehtal kar 110 kg. so menili, da je nezrel in nediscipliniran. Tistega leta ni bil izbran na naboru lige MLB.

### Študentska leta
Sprva se je želel vpisati na Univerzo Stanford, a tam ni bil sprejet. Njegova druga izbira je bila Državna univerza San Diego, kjer so ga tudi sprejeli. Tako je postal član moštva San Diego State Aztecs pod vodstvom člana baseballskega Hrama Slavnih, Tonyja Gwynna. Ob njegovem prihodu se je zdelo, kot da je prišlo do nesporazuma: bil je tako pretežak in kondicijsko nepripravljen, da mu je njegov kondicijski trener nadel vzdevek »Slothburg« (Lenivec-burg) in ga prepričeval, naj opusti bejzbol. Prav tako se je zelo stežka prilagajal na študentsko življenje: po petih dneh se je izselil iz študentskega doma in se vrnil k materi. Priznal je: »Po koncu srednje šole nisem bil ravno čustveno zrel. Študentski dom je zame pomenil preobremenitev, preveč vsega v premajhnem časovnem obdobju.« Na vse skupaj se je odzval s poostreno dieto in zahtevnim telovadnim režimom ter sčasoma izgubil 13,5 kilograma. Prav tako je veliko truda vložil v svojo čustveno vzdržljivost.
Leta 2008 je v svojem drugem letu z univerzo zbral 8 zmag in 3 poraze. Povprečno je dovoljeval 1,58 teka in v 98⅓ menjave zbral 134 izločitev z udarci. Štiri od skupno trinajstih tekem, ki jih je v letu 2008 začel, je tudi končal, v dveh izmed slednjih pa sploh ni dovolil teka. 11. aprila tega leta je na tekmi proti ekipi Univerze Utaha s 23 izločitvami z udarci postavil rekord konference.
Sezono 2008-09 je zaključil s trinajstimi zmagami in porazom, 1,32 dovoljenega teka, 59 dovoljenimi udarci v polje, 16 dovoljenimi teki, 19 prostimi prehodi na bazo in 195 izločitvami z udarci v 109 menjavah. 8. maja 2009 je v svojem zadnjem domačem nastopu zaključil svojo prvo celotno tekmo brez dovoljenega udarca v polje, v kateri je z udarci izločil 17 odbijalcev ekipe Air Force Falcons. Svoj edini poraz je doživel proti ekipi Virginia Cavaliers v okrožnih bojih lige NCAA, vendar se je tudi na tej tekmi precej dobro izkazal - v sedmih menjavah je z udarci izločil 15 odbijalcev.
Med poletjem leta 2007 je igral za ekipo Torrington Twisters v ligi NECBL in bil imenovan za najobetavnejšega mladega igralca leta ter najboljšega razbremenilca, v vlogi zaključevalca pa postal član zasedbe najboljših igralcev ekipe.

### Mednarodni nastopi
Strasburg je bil edini univerzitetni študent, ki je zastopal ameriško izbrano vrsto na Olimpijskih igrah v Pekingu. Le nekaj tednov poprej je z univerzitetno reprezentanco države igral na Svetovnem univerzitetnem prvenstvu v Brnu, kjer si je skupaj z moštvom priigral zlato odličje.
V svojem prvem nastopu na olimpijadi je v sedmih menjavah dovolil le en udarec v polje in z udarci izločil pet od prvih šestih odbijalcev, s katerimi se je soočil. Edini udarec v polje, ki ga je dovolil, je bil udarec v polje za eno bazo, ki ga je dosegel Sharnol Adriana. Tekmo je dvakrat prekinil dež, obakrat pa so z igranjem prenehali za vsaj uro in pol. Drugo prekinitev je vodstvo tekmovanja razglasilo po končanih osmih menjavah igre.
Ker si je njegova ekipa že priborila mesto v polfinalu, ga je vodja ekipe (in kasnejši upravnik moštva Washington Nationals) Davey Johnson, namesto, da bi ga drugič uporabil 20. avgusta, prihranil za prvi krog polfinala proti Kubi in njihovemu Norgeju Luisu Veri. Johnsonova namera se ni izšla, saj je Vera Strasburga premagal z le enim dovoljenim tekom v šestih menjavah (skupno dvema), medtem ko je Strasburg v štirih menjavah dovolil dva (skupno tri). Kuba je na koncu zmagala z izidom 10:2.
Svoje prve olimpijske igre je končal z zmago in porazom, povprečno pa je dovoljeval 1,67 teka. Po zmagi Američanov nad Japonci v naslednji tekmi s končnim izidom 8:4 je domov odnesel bronasto kolajno.

## Poklicna kariera

### Nabor
9. junija 2009 ga je s prvo izbiro na naboru lige MLB tega leta izbrala ekipa Washington Nationals. Le 77 sekund pred rokom za sklenitev pogodbe je podpisal štiriletno pogodbo, vredno rekordnih 15,1 milijona ameriških dolarjev. S tem je podrl rekord Marka Priorja, ki je leta 2001 svojo pogodbo sklenil le 93 sekund pred rokom. Zastopa ga kontroverzni agent Scott Boras.

### Nižje podružnice
V vlogi poklicnega metalca je prvič nastopil 16. oktobra 2009 kot član moštva Phoenix Desert Dogs v ligi Arizona Fall League.
Pred začetkom sezone 2010 ga je revija Baseball America imenovala za najobetavnejšega metalca in skupno drugega najobetavnejšega igralca (za Jasonom Heywardom).
Svojo kariero v nižjih podružnicah je začel na stopnji Double-A v Harrisburgu. Ves medijski pomp in pričakovanje, ki sta ga obkrožala, sta na njegov prvi nastop 11. aprila 2010 privabila kar 70 akreditiranih predstavnikov medijev. in postaja ESPN je po celi državi prenašala dele tekme (izključno dele menjav, v katerih je metal). V svojem prvem nastopu je dovolil štiri teke (enega sam, druge po napakah obrambnih igralcev) in štiri udarce v polje, v petih menjavah pa je z udarci izločil 8 odbijalcev. 16. aprila je na svojem prvem domačem nastopu dovolil dva udarca v polje in nezaslužen tek skupaj z izločitvijo z udarci v 2,3 menjave, a njegov trud ni zadostoval za zmago. Njegovo moštvo je postavilo rekord obiska tekme v njegovem prvem nastopu in ga nato še izboljšalo v njegovi zadnji tekmi z ekipo dva tedna kasneje. Svoje obdobje na stopnji Double-A je zaključil z 1,64 povprečno dovoljenega teka in 27 izločitvami z udarci v 22-ih menjavah.
4. maja 2010 je bil povišan na stopnjo Triple-A v mestu Syracuse. V svoji prvi tekmi z ekipo je v šestih menjavah z udarci izločil enako število odbijalcev, dovolil udarec v polje in prost prehod na bazo ter nič tekov. Na tej tekmi si je igro moštva ogledalo največje število obiskovalcev v njegovi 135-letni zgodovini. Na svojem drugem nastopu je tekmo zapustil po šestih menjavah brez dovoljenega teka. Svoje obdobje v nižjih podružnicah je zaključil s sedmimi zmagami in dvema porazoma, povprečjem dovoljenih tekov 1,3; 65 izločitvami z udarci in 13 prostimi prehodi na bazo v 55,3 menjavah. Na menjavo je dovoljeval po 0,8 udarcev v polje in prostih prehodov na bazo.

### Washington Nationals

#### Prvi nastop
Strasburg je na najvišji stopnji prvič nastopil 8. junija 2010 proti ekipi Pittsburgh Pirates. Kolumnist revije Sports Illustrated je njegov nastop označil za »najbolj pričakovan prvi nastop metalca, kar jih je bejzbol kdajkoli videl«. Strasburg je pri zmagi metal 7 menjav, dovolil 2 teka brez prostega prehoda na bazo in s štirinajstimi izločitvami z udarci postavil rekord ekipe. Postal je prvi metalec v zgodovini športa, ki mu je na njegovem prvem nastopu uspelo z udarci izločiti vsaj 11 odbijalcev, brez da bi dovolil prost prehod na bazo. Za izenačitev rekorda mu je zmanjkala le ena izločitev z udarci. Podvig petnajstih izločitev z udarci na svoji prvi tekmi je predhodno uspel Karlu Spoonerju leta 1954 in J. R. Richardu leta 1971, ki pa sta za to potrebovala 9 menjav in sta pri tem dovolila tri proste prehode. (Bob Feller je v svojem prvem nastopu v vlogi začetnega metalca prav tako z udarci izločil 15 odbijalcev, vendar pa to ni bila njegova prva tekma v ligi MLB). Žrtev njegove prve izločitve z udarci v karieri je bil Lastings Milledge, nekdanji član ekipe iz Washingtona. Vse odbijalce na seznamu ekipe iz Pittsburgha je z udarci izločil vsaj enkrat in na ta način izločil zadnjih sedem odbijalcev, s katerimi se je soočil, kar je prav tako rekord ekipe Washington Nationals. 34 od svojih 94 metov je vrgel s hitrostjo 157 kilometrov na uro ali hitreje, dva pa sta bila hitrejša od 161 kilometrov na uro.
V svojem drugem in tretjem nastopu je zaporedoma z udarci izločil še 8 in 10 odbijalcev, s čimer je s skupno 32 odbijalci postavil rekord lige MLB za največ izločitev z udarci v metalčevih prvih treh tekmah. Pred njim je ta rekord držal Richard, ki je leta 1971 v svojih prvih treh nastopih izločil 29 odbijalcev. Njegovo življenjsko zgodbo je po njegovem drugem nastopu opisal naslovni članek revije Sports Illustrated. Meseca junija je bil njegov dres s številko 37 najbolje prodajan v ligi MLB, v istem obdobju pa je postal tudi najbolje prodajan dres v zgodovini moštva Washington Nationals.

#### Poškodbe in okrevanje
Julija leta 2010 je zaradi vnetja desne rame moral na seznam poškodovanih. 10. avgusta se je sicer vrnil, vendar se je že v svoji tretji tekmi po povratku moral ponovno umakniti, saj je poškodbo obnovil. 27. avgusta je njegova ekipa sporočila, da si je strgal vezi na komolcu, zaradi česar bo potreboval Tommy Johnovo operacijo in približno 12 do 18 mesecev okrevanja.
V letu 2010 je v vlogi začetnega metalca igral na 12 tekmah in v 68 menjavah dovoljeval po 2,91 teka in zbral 92 izločitev z udarci. V vlogi začetnega metalca je postal član zasedbe najboljših novincev lige MLB.
Po okrevanju je prvič nastopil 7. avgusta 2011 kot član ekipe Hagerstown Suns. V ligi MLB se je na metalčev grič prvič vrnil 6. septembra na tekmi proti ekipi Los Angeles Dodgers. V petih menjavah je dovolil dva udarca v polje in štiri odbijalce izločil z udarci. Z le 53 meti ni dovolil teka. Po tem, ko je Dee Gordon kot uvodni odbijalec dosegel udarec v polje, je izločil 11 zaporednih odbijalcev.
V sezoni 2010-11 je na šestih okrevalnih nastopih v nižjih podružnicah metal v 20,3 menjave, zbral 29 izločitev z udarci, povprečno dovoljeval po 3,49 teka ter enkrat zmagal in enkrat izgubil. Zatem je v ligi MLB metal še v 24 menjavah na petih tekmah in zbral 24 izločitev z udarci, 1,5 povprečno dovoljenega teka ter prav tako zmago in poraz.

#### 2012
Aprila 2012 je Strasburg zbral največ izločitev z udarci v Narodni ligi (34) in drugo najboljše povprečje dovoljenih tekov (1,13). V celotnem mesecu je dovolil le 6 prostih prehodov na bazo in ni dovolil domačega teka. S temi številkami je osvojil nagrado Metalec meseca Narodne lige. 20. maja je kot odbijalec v 2 nastopih zbral 2 udarca v polje in odbil domači tek, svojega prvega v ligi MLB.
13. junija je na tekmi proti ekipi Toronto Blue Jays postal prvi metalec sezone s 100 izločitvami z udarci.
1. julija je zaigral na svoji prvi Tekmi vseh zvezd, na njej pa so se mu pridružili še soigralci Gio Gonzalez, Ian Desmond in Bryce Harper.

##### Omejitev menjav in konec sezone
Ker nikoli poprej v eni sezoni ni presegel mejnika 68 menjav in je šele dodobra okreval po operaciji komolčnih vezi, se je njegov klub odločil, da bo omejil število menjav, ki jih bo metal v sezoni 2012. Medtem ko uradno ta omejitev ni bila nikoli natančno oznanjena, pa je večina javnosti menila, da bo Strasburgove sezone konec po okoli 160 ali 180 menjavah. Prav tako se je vedelo, da v primeru, da bo to omejitev dosegel med rednim delom sezone, ne bo sodeloval v končnici. Moštveni kolega Jordan Zimmermann je leto pred njim doživel podobno usodo 
Zaradi medijske pozornosti, namenjene Strasburgu, in uspehu moštva med sezono, je njegova omejitev menjav postala tema razprav širom ZDA. Poleg baseballskih kolumnistov so svoje mnenje o omejitvi podale še mnoge druge javne osebnosti, kot sta upokojena igralca ameriškega nogometa Troy Aikman in Terry Bradshaw, košarkarski komentator Stephen A. Smith, in celo ugledni politiki, kot sta Rudy Giuliani in Mitch McConnell. Splošni upravitelj moštva Mike Rizzo je svojo odločitev branil in medijski pomp komentiral tako: »Omejitev je dobra tema za razpravo, a večina izmed tistih, ki so o njej javno podali svoje mnenje, ve okoli 10 odstotkov tega, kar vemo znotraj kluba in na podlagi česar smo sprejeli takšno odločitev.«
Ob Strasburgovemu približevanju omejitvi je ekipa javno naznanila, da bo zadnjič v sezoni metal 12. septembra, zatem pa ga bo nadomestil John Lannan, a je 8. septembra po vrsti slabih predstav upravnik Davey Johnson povedal, da je Stephen s svojo sezono zaključil.
Leto 2012 je končal s 15 zmagami, 6 porazi, 3,16 povprečno dovoljenega teka in 197 izločitvami z udarci v 159⅓ menjave.

## Igralski profil

### Nabor metov
Uporablja štiri različne vrste metov. Njegov glavni met je štirišivna hitra žoga, ki jo meče s hitrostjo med 153 in 159 kilometri na uro. Svojo dvošivno hitro žogo meče s hitrostjo med 150 in 156 km/h, kot počasnejša meta pa uporablja oblinarko/drsalca, ki mu Strasburg pravi »oblarec« (127-130 km/h) in krožnega spremenljivca, ki običajno doseže 140 km/h. Proti levičarjem se poslužuje mešanice vseh svojih metov, ko pa se sooča z desnorokimi odbijalci, iz svojega nabora metov običajno izloči spremenljivca. Pogostokrat, ko je desničarski odbijalec že zbral 2 udarca, uporabi 4-šivno hitro žogo ali oblarca, proti levičarjem pa jima doda še spremenljivca.

### Tehnika metanja
Veliko iskalcev talentov in trenerjev izraža polemike glede njegovega načina metanja, saj zaporedje njegove dostave meta zelo utrudi njegovo roko in s tem poveča možnost poškodb komolcev in ramen. Kar nekaj izmed njih je menilo, da bo na neki točki v svoji karieri utrpel resno poškodbo, kar se je kasneje tudi zgodilo. Po mnenju samostojnega izvidnika Paula Reddicka je njegova tehnika slabša od tehnike legendarnega Grega Madduxa, njegovo gibanje pa »neučinkovito« in »slabo usklajeno«.

## Zasebno življenje
Stephen je sin Jima Strasburga, razvijalca nepremičnin, in Kathleen Swett, prehranske svetovalke. Zasluge za razvoj svojih baseballskih spretnosti pripisuje babici po materini strani, ki je z njim pogosto lovila žogice in mu včasih celo dala kakšen nasvet za metanje. Označuje jo za enega svojih največjih navdihov. 9. januarja 2010 se je poročil z Rachel Lackey, ki jo je spoznal med študijem.